# Ti-am promis
Ti-am promis (укр. Я пообіцяв тобі) — перший сингл румунського гурту Akcent, записаний 2001 року та виданий на початку 2002-го.
Протягом 2001 року сингл тримався на вершині Топ 100 на румунських радіостанціях. У тексті пісні розповідається історія, коли дівчина використовує хлопця у своїх цілях, після чого він тікає «без грошей на квиток».

## Відеокліп
На початку 2002 року вийшов відеокліп, що став другим у доробку гурту. На відео учасники гурту відпочивають зі своїми подругами у кафе. Дочекавшись, коли жінки вийдуть, вони також залишають кафе, і наспівують пісню по-дорозі до вокзалу. Відео завершується сценою, як вокалісти нелегально забираються у потяг, а жінки залишаються в очікуванні у кафе.

## Учасники запису
- Ма́ріус Неде́лку
- Сорі́н Штефа́н Бро́тней
- Міха́й Груя́
- Адріа́н Кла́удіу Си́не